# Sanarica
Sanarica est une commune italienne d'environ 1 470 habitants située dans la province de Lecce, dans la région des Pouilles, à l'extrême sud de l'Italie.

## Toponymie
Le nom « Sanarica » proviendrait du nom primitif « Senereca », qui signifie « Senectum Recans » (littéralement « celui qui conduit à la vieillesse »). Il y a une autre hypothèse sur l'origine du nom qui résulterait de l'air sain que l'on peut respirer à cet endroit.

## Géographie
Sanarica est la plus petite commune de la province après Giuggianello. Elle est située au sud-est de la péninsule du Salento, entre les villes de Muro Leccese, Botrugno et Poggiardo, à 10 km de la mer Adriatique à Santa Cesarea Terme et Castro. Elle est distante de 37 km de Lecce et de 30 km de Morciano di Leuca.

## Administration
| Période                                  | Période  | Identité        | Étiquette       | Qualité |
| ---------------------------------------- | -------- | --------------- | --------------- | ------- |
| 06/06/2016                               | En cours | Salvatore Sales | (liste civique) |         |
| Les données manquantes sont à compléter. |          |                 |                 |         |

### Communes limitrophes
Botrugno, Giuggianello, Muro Leccese, Poggiardo, San Cassiano, Scorrano.